# Statherotoxys acrorhaga
Statherotoxys acrorhaga är en fjärilsart som beskrevs av Diakonoff 1973. Statherotoxys acrorhaga ingår i släktet Statherotoxys och familjen vecklare. Inga underarter finns listade i Catalogue of Life.